# Noctuina
Noctuina là một phân tông bướm đêm thuộc họ Noctuidae. Có ít nhất 170 loài đã được mô tả thuộc phân tông Noctuina.

## Chi
- Abagrotis Smith, 1890
- Adelphagrotis Smith, 1890
- Agnorisma Lafontaine, 1998
- Anaplectoides McDunnough, 1929
- Aplectoides Butler, 1878
- Cerastis Ochsenheimer, 1816
- Chersotis Boisduval, 1840
- Choephora Grote & Robinson, 1868
- Coenophila Stephens, 1850
- Cryptocala Benjamin, 1921
- Diarsia Hübner, 1821
- Eueretagrotis Smith, 1890
- Eurois Hübner, 1821
- Graphiphora Ochsenheimer, 1816
- Hemipachnobia McDunnough, 1929
- Isochlora Staudinger, 1882
- Lycophotia Hübner, 1821
- Noctua Linnaeus, 1758  (yellow underwings)
- Ochropleura Hübner, 1821
- Parabagrotis Lafontaine, 1998
- Parabarrovia Gibson, 1920
- Paradiarsia McDunnough, 1929
- Prognorisma Lafontaine, 1998
- Pronoctua Smith, 1894
- Protolampra McDunnough, 1929
- Pseudohermonassa Varga in Varga, Ronkay & Yela, 1990
- Rhyacia Hübner, 1821
- Setagrotis Smith, 1890
- Spaelotis Boisduval, 1840
- Tesagrotis Lafontaine, 1998
- Xestia Hübner, 1818